# Trelleborg község
Trelleborg község (svédül: Trelleborgs kommun), egyike Svédország 290 községének Skåne megyén belül. Székhelye az azonos nevű Landskrona település. Határos nyugatról Vellinge, északról Svedala és keletről Skurup községgel.

## Települések
Lásd még: Svédország városai
A község kilenc települése népességük alapján (2010):
1. Trelleborg, (28,290)
2. Anderslöv, (1,808)
3. Smygehamn, (1,278)
4. Skegrie, (1,106)
5. Beddingestrand, (678)
6. Kurland, (507)
7. Klagstorp, (323)
8. Alstad, (237)
9. Västra Tommarp, (214)